# Brooks, Kentucky
Brooks är en ort i Bullitt County i delstaten Kentucky, USA.